# Бол-бой

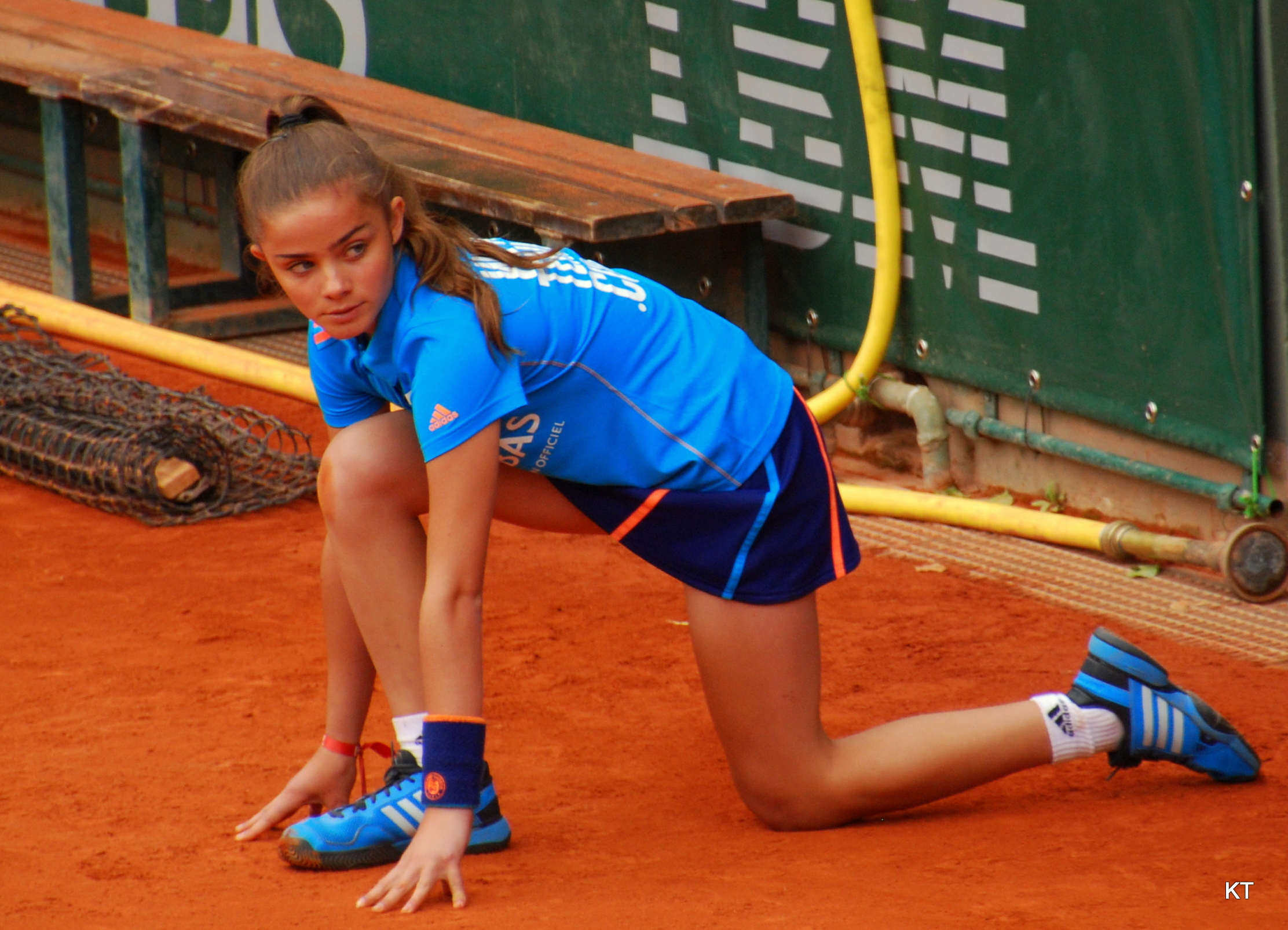
Бол-гёрл на Открытом чемпионате Франции по теннису 2014 года

Бол-бой (англ. Ball boy), жен. бол-гёрл (англ. Ball girl) — молодой человек, обычно подросток, задача которого состоит в том, чтобы быстро поймать мяч и отдать его игрокам или судьям в таких видах спорта, как футбол, американский футбол, хоккей с мячом, крикет, теннис, бейсбол, баскетбол. Бол-бои помогают сократить остановки игры, связанные с вводом мяча в игру.

## Теннис

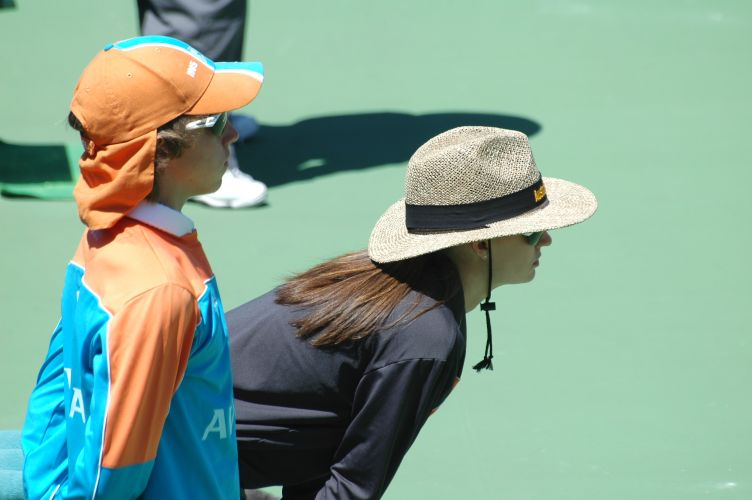
Бол-бой (слева) и линейный судья (справа) на Открытом чемпионате Австралии по теннису 2005 года

В большом теннисе важен темп игры, поэтому требуется быстро вернуть мяч игроку. На профессиональных турнирах каждый корт имеет бригаду из бол-боев (или бол-гёрл), позиции и движения которых заранее оптимизируются для максимальной эффективности и минимального вмешательства в игру. Помимо собственно помощи с мячами бол-бои могут подавать теннисистам бутылки с напитком и полотенца.
Во время Открытого чемпионата Бразилии по теннису в марте 2018 года вместо людей в роли бол-боев использовали собак.

### Позиции
- Бол-бои «у сетки» (англ. Nets) располагаются по обеим сторонам сетки, их роль заключается в быстром подборе мячей, упавших рядом с сеткой, и передаче их бол-боям «на базе».
- Бол-бои «на базе» (англ. Bases) располагаются в углах корта, их роль заключается в получении мячей от бол-боев «у сетки» и передаче их подающему игроку.

### Подача мяча
Подача мяча (англ. Feeding) бол-боями игрокам может быть разной по технике в зависимости от турнира.

### Отбор
Бол-боев отбирают для участия в турнирах после прохождения тестов и пробных матчей. Оценивается физическая готовность, выносливость, скорость, точность в поимке и броске мяча.

## Футбол
Во время футбольных матчей высокого уровня бол-бои помогают избегать длительных задержек, вызванных выходом мяча за пределы поля. Обычно они располагаются позади рекламных щитов, расположенных вдоль поля. В случае вылета мяча за пределы поля бол-бои стараются быстро поймать мяч и отдать его игрокам. 
Бол-боев отбирают по различным критериям в зависимости от конкретного стадиона, часто ими становятся игроки футбольных академий. Средний возраст бол-боя в Англии составляет 15 лет, однако он может быть меньше — не существует установленных лимитов на возраст бол-боя.
Многие профессиональные футболисты в подростковом возрасте были бол-боями. Среди них Пеп Гвардиола, Рауль Гонсалес, Уэсли Снейдер, Карлос Тевес, Арда Туран, Альваро Мората, Яго Аспас, Донни ван де Бек, Бернарду Силва, Фил Фоден, Каллум Хадсон-Одои, Браим Диас.

### Бол-бои и главные тренеры
Главные тренеры футбольных клубов часто дают рекомендации бол-боям о том, как правильно и быстро подавать мячи игрокам своей команды и, наоборот, не торопиться отдавать мяч игрокам соперника в случае опасности.
В ноябре 2019 года главный тренер «Тоттенхэм Хотспур» Жозе Моуринью отметил бол-боя Каллума Хайнса, благодаря скорости которого игроки его команды сумели забить гол. По мнению Моуринью бол-бой хорошо «читает» игру, понимает её и сделал «важную голевую передачу». После этого португальский тренер пригласил бол-боя на обед с игроками «Тоттенхэм Хотспур».
Перед четвертьфинальным матчем Лиги чемпионов УЕФА между «Манчестер Сити» и «Атлетико Мадрид» в апреле 2022 года Пеп Гвардиола записал видеообращение к бол-боям стадиона «Этихад», попросив их возвращать мяч игрокам обеих команд как можно скорее, чтобы не позволить игрокам «Атлетико» «тянуть время». Гвардиола отметил, что бол-бои являются частью «большого плана на игру».

### Инциденты с бол-боями
23 января 2013 года во время матча Кубка Футбольной лиги между «Суонси Сити» и «Челси» Эден Азар (игрок «Челси») пнул бол-боя Чарли Моргана, который лежал на мяче, пытаясь «затянуть время». За это Азар был удалён с поля за агрессивное поведение и затем был дисквалифицирован на три матча. Позднее стало известно, что за день до матча бол-бой написал твит о том, что он собирается помочь своей команде «тянуть время».
В мае 2022 года главный тренер «Вест Хэм Юнайтед» Дэвид Мойес получил красную карточку за то, что в гневе пнул мяч в бол-боя, который слишком долго возвращал мяч.